# هوغو هاس
هوغو هاس هو كاتب سيناريو وتربوي ومخرج وممثل تشيكي، ولد في 18 فبراير 1901 ببرنو في التشيك، وتوفي في 1 ديسمبر 1968 بفيينا في النمسا بسبب ربو.

## أعمال

### أفلام
- (1950) كنوز الملك سليمان

## وصلات خارجية
- هوغو هاس على موقع IMDb (الإنجليزية)
- هوغو هاس على موقع ألو سيني (الفرنسية)
- هوغو هاس على موقع أول موفي (الإنجليزية)
- هوغو هاس على موقع قاعدة بيانات برودواي على الإنترنت (الإنجليزية)
- هوغو هاس على موقع قاعدة بيانات الأفلام السويدية (السويدية)
- هوغو هاس على موقع إن إن دي بي (الإنجليزية)
- هوغو هاس على موقع قاعدة بيانات الفيلم (الإنجليزية)
- هوغو هاس على موقع كينوبويسك (الروسية)